# Garcinia carolinensis
Garcinia carolinensis là một loài thực vật có hoa trong họ Bứa. Loài này được (Lauterb.) Kosterm. mô tả khoa học đầu tiên năm 1976.